# J. George Harrar
Jacob George Harrar (* 2. Dezember 1906 in Painesville, Ohio; † 18. April oder 22. April 1982 in Scarsdale, New York) war ein US-amerikanischer Botaniker. Er stand viele Jahre an der Spitze der Rockefeller Foundation.

## Leben und Wirken
Harrar erwarb 1928 am Oberlin College einen Bachelor und 1929 an der Iowa State University einen Master in Phytopathologie. Nach vierjähriger Tätigkeit als Professor und Leiter der Biologie an der University of Puerto Rico erwarb er 1935 bei Elvin Charles Stakman an der University of Minnesota, Twin Cities mit der Arbeit “Factors Affecting the Pathogenicity of Fomes lignosus Klotzsch” einen Ph.D., ebenfalls in Phytopathologie. Ab 1940 lehrte er an Virginia Polytechnic Institute and State University, 1942 übernehm er die Leitung der Phytopathologie am Washington State College.
1943 begann seine Tätigkeit für die Rockefeller Foundation, zunächst als Leiter des Landwirtschaftsprogramms für Mexiko, dann des gesamten Landwirtschaftsprogramms. 1959 wurde er Vizepräsident der Stiftung, 1961 Präsident, eine Stellung, die er bis zu seinem Ruhestand 1972 innehatte. Von 1973 bis 1979 leitete er noch das Rockefeller Archive Center.
J. George Harrar machte sich in der Rockefeller Foundation um die Entwicklung von Hochertragssorten verdient, aber auch um interne Neuorganisation mit dem Ziel, den Kampf gegen den Welthunger zu verstärken. Er diente als Berater in zahlreichen Institutionen, darunter dem Entwicklungshilfeprogramm unter Präsident Lyndon B. Johnson.
Harrar war seit 1930 mit Georgetta Steese verheiratet. Das Paar hatte zwei Kinder.

## Auszeichnungen (Auswahl)
- 1940 Fellow der American Association for the Advancement of Science
- 1952 Mitglied der American Academy of Arts and Sciences[6]
- 1962 Mitglied der American Philosophical Society[2]
- 1963 Public Welfare Medal der National Academy of Sciences[7]
- 1966 Mitglied der National Academy of Sciences[4]